# Anthropologie de la religion
L'anthropologie de la religion est le domaine de l'anthropologie qui étudie le fait religieux, c'est-à-dire non seulement les pratiques ou les rites mais aussi les corpus théologiques savants ou non (mythes, textes sacrés, doctrine) propres à chaque tradition religieuse.

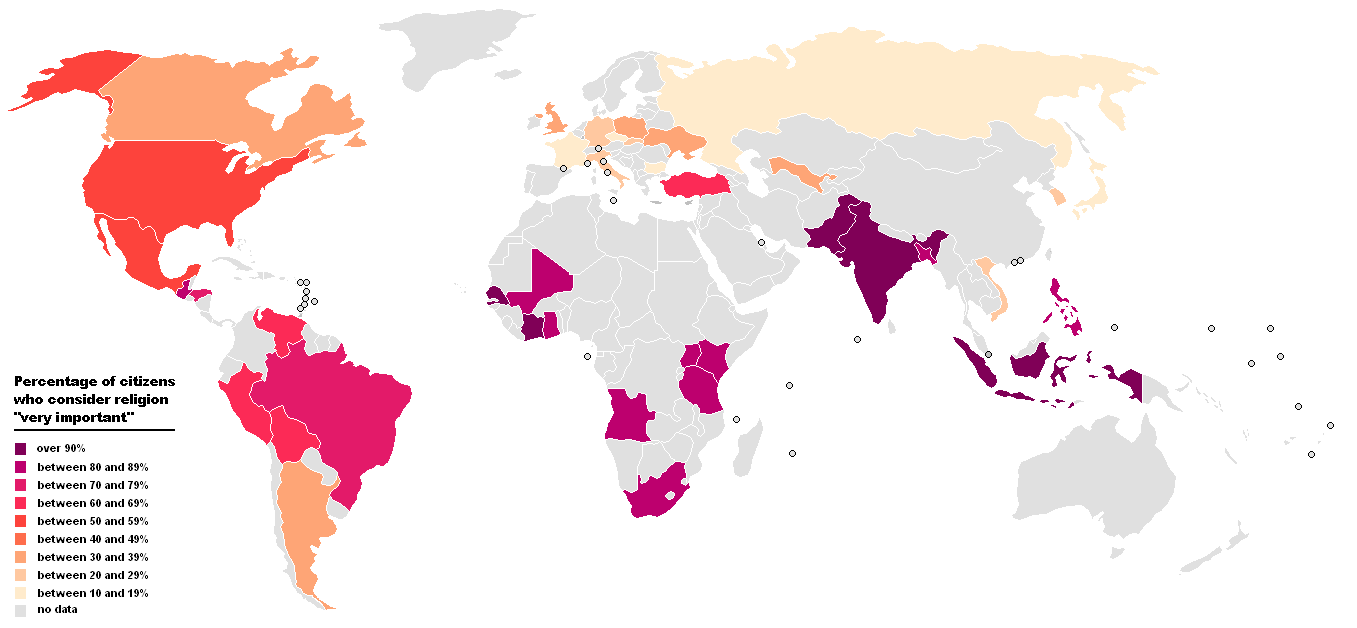
Indépendamment de la pratique religieuse, cette carte du monde représente la proportion de la population de chaque pays déclarant la religion comme quelque chose de « très important » pour elle : de 20 % en jaune clair à 90 % en violet foncé ; en gris, pas de sondage disponible.

## Essai de définition anthropologique du fait religieux
- Edward Tylor, 1871 : C'est une croyance en des êtres spirituels. Avec Frazer, Tylor fait partie de l'« école » évolutionniste qui soutient le passage du fait religieux par trois stades : la magie, la religion, la science.
- Carl Gustav Jung : Psychologie et religion
- Émile Durkheim : La religion est une émanation de la société et une célébration de la société par elle-même. Il fait partie de l'« école sociologique française » et tend comme Mauss et Weber à souligner l'importance du lien entre fait religieux et société.
- Marcel Mauss : Ensemble de croyances, de pratiques et d'organisation.
- Claude Lévi-Strauss et le structuralisme
- Marc Augé, ~1990 : Principes, mythes, représentations, rituels se retrouvant de façon récurrente dans les phénomènes religieux.
- René Girard se définissait lui-même comme un anthropologue du religieux, toute son œuvre est traversée par ce thème. Il est notamment auteur de  La Violence et le Sacré.

## Domaines d'étude de l'anthropologie des religions
- magie et religion
- sacré et profane
- saint et sacré
- interdits et pollution
- les rites
- les mythes
- la notion de croyance
- les personnages religieux et charisme
- chamanisme et possession
- le tabou

## Sens de la religion
Les faits religieux prétendent donner des clés pour comprendre le monde. Mais ce sens est produit par les hommes et les femmes, même s'ils considèrent que ce sens existait avant eux. Le fait religieux, s'il n'est pas mythique ou ésotérique, s'accorde avec des principes métaphysiques, ou philosophiques, qui, eux, ne peuvent pas faire l'économie de s'interroger sur l'existence d'un principe premier : idée de Bien (Platon), cause première (Aristote), existence de l'Être immuable (Parménide), présence de l'Un primordial (Plotin), Voie (taoïsme), pensée dialectique (Hegel), principe vital (Bergson) etc. La Bible prétend que Dieu a créé le monde ex nihilo, c'est-à-dire de rien : "Au commencement Dieu créa le ciel et la terre." (Gn 1,1). Saint Jean soutient que "Dieu est Amour". (1 Jn 4,16)…
Le fait religieux, fondamentalement, c'est la relation de l'homme avec l'Être. Selon l'historien des religions Mircea Eliade, la religion, c'est-à-dire le rapport qu'a un homme avec le sacré ou ce qu'il prétend voir consciemment, ou inconsciemment, comme tel, est consubstantiel à toute société humaine, aussi laïque, athée ou agnostique voudrait-elle se prétendre (les partis politiques sont à cet égard comparables à des sectes, – à des petites religions).
La religion implique donc :
1. Une croyance et une doctrine.
2. Un culte rendu à la divinité et des sacrifices.
3. Une morale personnelle conforme à la foi.

En comparaison, on remarquera que l'hindouisme se révèle être une civilisation, et non une religion, les religions qui constituent la civilisation hindoue étant la multitude de sectes ou écoles de philosophie indienne (sampradaya).